# Justin York
Justin Michael York (Los Ángeles, California; 26 de noviembre de 1982) es un guitarrista estadounidense, integrante del grupo de rock cristiano Cecil Adora, actualmente es guitarrista líder en la banda de rock Paramore junto a su hermano Taylor York.

## Biografía
En 2001, Justin se unió al grupo de rock cristiano Tait en cuando él tenía apenas 19 años, substituyendo al guitarrista Pete Stewart.
Posteriormente dejó la banda en 2006, y a principios de 2007 coprodujo un álbum de rock para la banda Over Ashes, lanzándose este en julio de ese año.
Cuando Justin tenía cinco años, él y su familia se mudaron a Nashville, Tennessee, donde creció en una familia muy cristiana y musicalmente dotada.
Su padre es Peter York, un ejecutivo de la discográfica Sparrow Records y un guitarrista experto, que enseñó a Justin el instrumento, como así también a su hermano Taylor York, guitarrista principal del grupo de punk rock Paramore.
Cuando era un adolescente, Justin tuvo su primera oportunidad para tocar la guitarra profesionalmente cuando Phil Joel, bajista del grupo de rock cristiano Newsboys, lo invitó a trabajar en su álbum solista. Justin ha sido invitado en numerosas oportunidades desde entonces, tocando para músicos tales como Paul Alan, Sammy Ward, Steven Curtis Chapman, Joy Williams y Rebecca St James, entre otros.
Justin York terminó de coproducir el nuevo álbum del conjunto rock cristiano Over Ashes con su compañero de producción Justin Glasco.
Justin también tiene un proyecto con el grupo Cecil Adora, que incluye también a los músicos Ryan Clark, y Van Beasley. Sin embargo, desde el junio de 2008 ellos están en receso. 
Ahora se encuentra de gira junto a su hermano Taylor York con la banda de Rock Alternativo/Pop Punk Paramore.
En febrero de 2010, York sustituyó a Josh Farro durante la gira de Paramore por el Pacífico debido a que Farro planificaba su boda, y acompañó a su hermano Taylor con la guitarra y sosteniendo la segunda voz que Farro hacía en canciones tales como Emergency y My Heart.
En diciembre de 2010 sustituyó a Josh Farro para la gira que se realizó en América Latina en el 2011 , luego de que éste junto con su hermano Zac Farro abandonaran Paramore. En 2022 dejó de tocar en vivo con la banda.

## Discografía

### Con Tait
- Empty (2001)
- Lose This Life (2003)

### Con Over Ashes
- Begin Again (2007)